# Eoudong
Eoudong (어우동, 於宇同) ou Eoudong (어을우동, 於乙宇同) est une danseuse, artiste et poétesse coréenne du XVe siècle au temps de la dynastie Joseon. Elle est morte le 18 octobre 1480.
Originaire de Eumseong dans le Chungcheong du Nord, elle est née dans une famille noble, les Park, et s'est mariée avec le prince Taegang (태강수 이동), l'arrière-petit-fils du roi Taejong. Après avoir été répudiée pour cause d'adultère, elle mena une carrière artistique.